# Bahnstrecke Regensburg–Falkenstein
| Verlauf der ehemaligen Bahnstrecke Regensburg–Falkenstein |                      |                              |                              |
| Streckennummer: | 5863                 |                              |                              |
| Kursbuchstrecke (DB): | 872 (1984)           |                              |                              |
| Kursbuchstrecke: | 424e (1946)          |                              |                              |
| Streckenlänge: | 35,4 km              |                              |                              |
| Spurweite: | 1435 mm (Normalspur) |                              |                              |
| Maximale Neigung: | 25 ‰                 |                              |                              |
| Minimaler Radius: | 200 m                |                              |                              |
| |                      |                              |                              |
| \| \| \| von Regensburg \| \| \| \| 0,00 \| Regensburg-Wutzlhofen \| Regensburg-Wutzlhofen \| \| \| \| nach Weiden \| \| \| \| 2,58 \| Irlbach \| Irlbach \| \| \| 5,20 \| Wenzenbach \| Wenzenbach \| \| \| 8,88 \| Bernhardswald \| Bernhardswald \| \| \| 12,17 \| Erlbach (Oberpf) \| Erlbach (Oberpf) \| \| \| 13,55 \| Hauzendorf (Oberpf) \| Hauzendorf (Oberpf) \| \| \| 16,14 \| Lambertsneukirchen \| Lambertsneukirchen \| \| \| 20,74 \| Roßbach-Wald \| Roßbach-Wald \| \| \| 23,35 \| Hetzenbach \| Hetzenbach \| \| \| 25,80 \| Holzverladestelle (Hochholz) \| Holzverladestelle (Hochholz) \| \| \| 27,48 \| Schillertswiesen \| Schillertswiesen \| \| \| 30,20 \| Gfäll \| Gfäll \| \| \| 35,41 \| Falkenstein (Oberpf) \| Falkenstein (Oberpf) \| \| \| \| \| \| \| Quellen: [1][2] \| \| \| \| |                      |                              |                              |
| Strecke |                      | von Regensburg               | von Regensburg               |
| ehemaliger Bahnhof | 0,00                 | Regensburg-Wutzlhofen        | Regensburg-Wutzlhofen        |
| Abzweig ehemals geradeaus und nach links |                      | nach Weiden                  | nach Weiden                  |
| Haltepunkt / Haltestelle (Strecke außer Betrieb) | 2,58                 | Irlbach                      | Irlbach                      |
| Bahnhof (Strecke außer Betrieb) | 5,20                 | Wenzenbach                   | Wenzenbach                   |
| Bahnhof (Strecke außer Betrieb) | 8,88                 | Bernhardswald                | Bernhardswald                |
| Haltepunkt / Haltestelle (Strecke außer Betrieb) | 12,17                | Erlbach (Oberpf)             | Erlbach (Oberpf)             |
| Bahnhof (Strecke außer Betrieb) | 13,55                | Hauzendorf (Oberpf)          | Hauzendorf (Oberpf)          |
| Haltepunkt / Haltestelle (Strecke außer Betrieb) | 16,14                | Lambertsneukirchen           | Lambertsneukirchen           |
| Bahnhof (Strecke außer Betrieb) | 20,74                | Roßbach-Wald                 | Roßbach-Wald                 |
| Bahnhof (Strecke außer Betrieb) | 23,35                | Hetzenbach                   | Hetzenbach                   |
| Haltepunkt / Haltestelle (Strecke außer Betrieb) | 25,80                | Holzverladestelle (Hochholz) | Holzverladestelle (Hochholz) |
| Haltepunkt / Haltestelle (Strecke außer Betrieb) | 27,48                | Schillertswiesen             | Schillertswiesen             |
| Bahnhof (Strecke außer Betrieb) | 30,20                | Gfäll                        | Gfäll                        |
| Kopfbahnhof Streckenende (Strecke außer Betrieb) | 35,41                | Falkenstein (Oberpf)         | Falkenstein (Oberpf)         |
| |                      |                              |                              |
| Quellen: |                      |                              |                              |

Die Bahnstrecke Regensburg–Falkenstein war eine Nebenbahn in Bayern. Sie erschloss von der Hauptstadt der Oberpfalz aus den westlichen Teil des Bayerischen Waldes, den landschaftlich sehenswerten Vorwald.

## Geschichte

### Vorgeschichte und Bau
Nachdem die Hauptlinien der Eisenbahn in Bayern im 19. Jahrhundert in Betrieb gegangen waren und der ländliche Bereich anschließend immer stärker mit Nebenbahnen erschlossen worden war, erhielt an der Grenze der Oberpfalz zu Niederbayern der Vorwaldbezirk Falkenstein erst kurz vor dem Ersten Weltkrieg einen Bahnanschluss. Vorausgegangen waren ab 1896 unzählige Petitionen zum Bau einer Bahnlinie. Zwischenzeitliche Pläne, Falkenstein an die schmalspurige Walhallabahn der Lokalbahn AG in Wörth a. d. Donau anzuschließen, waren gescheitert.
Das bayerische Lokalbahngesetz vom 26. Juni 1908 hatte den Bau einer Nebenbahn nach Falkenstein freigegeben. Die eingleisige normalspurige Bahnlinie sollte von der Bahnstrecke Regensburg – Schwandorf in Wutzlhofen, 7,6 km nördlich von Regensburg, abzweigen und nach 35,4 Kilometern in Falkenstein enden. Der ländliche Bereich war durch die Landwirtschaft und den Fremdenverkehr geprägt. In Luftlinie hätte die Strecke eine Länge von 25 km gehabt. Sie wurde jedoch wie damals üblich in einem Bogen über eine Reihe anderer Gemeinden, oft allerdings mit beträchtlichem Abstand zu deren Ortskernen, nach Falkenstein gebaut. Dadurch konnte man auch einen großen Granitsteinbruch in Rossbach als Bahnkunden anschließen. Neben den angeschlossenen Gemeinden beteiligte sich auch die Stadt Regensburg an der Aufbringung von über 200.000 Mark für den zum Bau erforderlichen Grundbesitz.
Im Juli 1912 wurde in fünf Baulosen mit dem Bau begonnen. Die Strecke stieg bis zur Wasserscheide zwischen Donau und Regen bei Hetzenbach um 262 Meter an und fiel dann bis zum Endbahnhof wieder um 31 Höhenmeter. Bei einem kleinsten Krümmungshalbmesser von 200 m liegen vor der Wasserscheide Steigungen von 25 Promille. Die größte Brücke mit einer Spannweite von 17,4 Metern entstand bei Wenzenbach. In Falkenstein wurde ein zweiständiger Lokomotivschuppen mit Kohlenlager und Wasserversorgung gebaut, beim Halt in Wenzenbach konnten die Lokomotiven Wasser nachfüllen.

### Betrieb
Früher als vorgesehen konnte die Strecke schon am 21. Dezember 1913 in Betrieb genommen werden. Für reine Personenzüge galt eine Höchstgeschwindigkeit von 40 km/h, ab 1934 sogar 50 km/h, alle übrigen Züge durften höchstens 30 km/h fahren. Außerhalb des eingeschränkten Kriegsverkehrs verkehrten anfangs drei Zugpaare auf der Strecke, von denen die beiden gemischten Zugpaare durch die Rangierarbeiten um die 2 ½ Stunden Fahrzeit benötigten. Das mittägliche Personenzugpaar schaffte die Strecke unter zwei Stunden Fahrzeit. Schon bald fuhren die Züge über Wutzlhofen hinaus bis Regensburg.

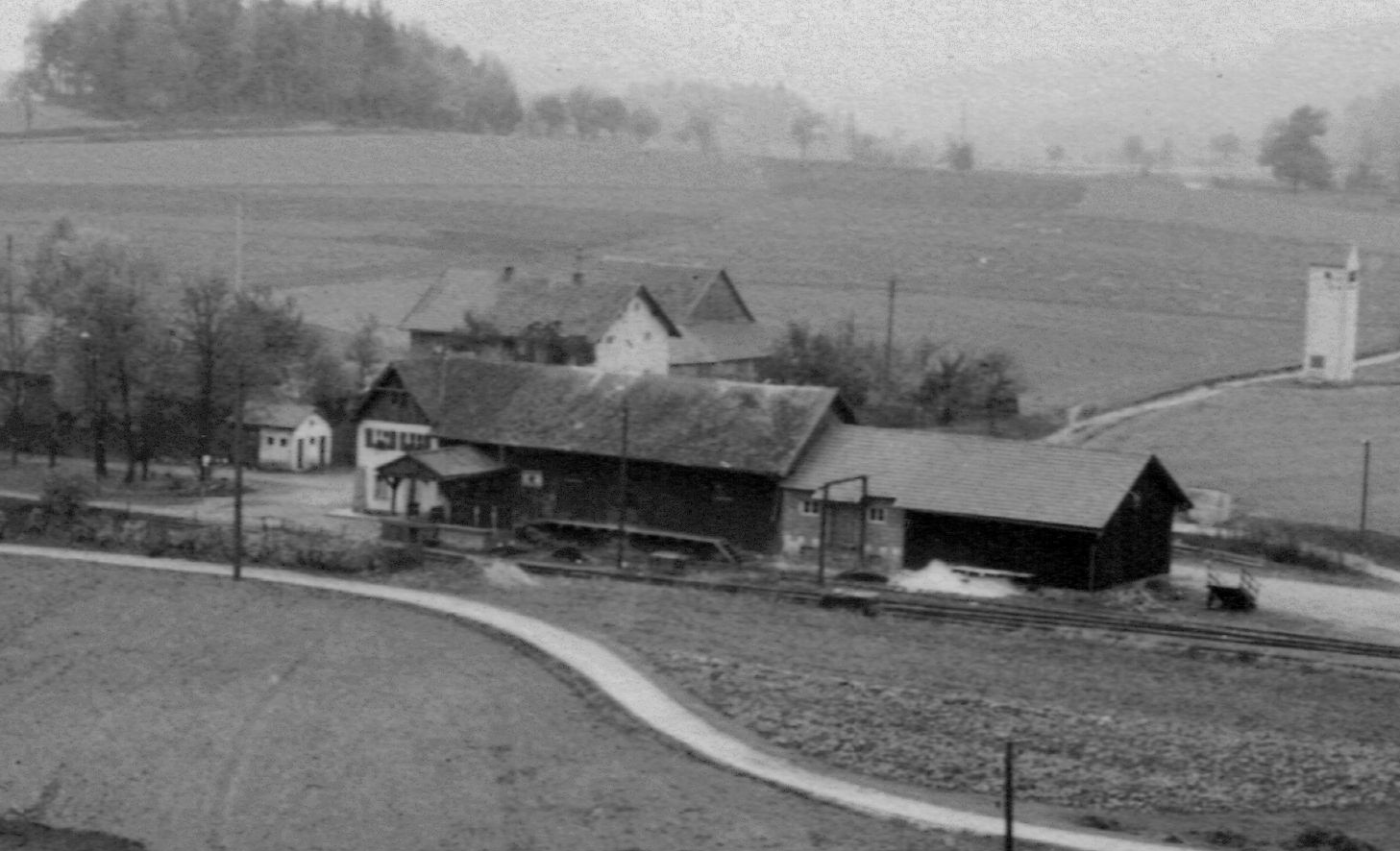
Bahnhof Gfäll, um 1953

Durch den Einsatz von Triebwagen der Baureihen 133 000ff und 135 000ff ab 1932 bis zum Kriegsausbruch und dem Verkehr reiner Güterzüge ab 1928 konnten die Fahrzeiten deutlich verkürzt werden. Einzelne Züge schafften die Strecke nun in circa 80 Minuten. Allerdings lief dieser Verkehr bis Anfang der 1950er Jahre auf dem total abgefahrenen Gleismaterial von 1913, sodass neben den Triebwagen nur die alten bayerischen Lokalbahnmaschinen mit ihren niedrigen Achsdrücken auf der Strecke eingesetzt werden konnten. Anfangs waren dies die bayerischen Baureihen D XI (BR 98.4) und 98.10, später auch die Baureihe Pt 2/3 (BR 70.0). Erst nach der grundlegenden Sanierung der Gleise durch die Bundesbahn konnten moderne Nebenbahnlokomotiven wie z. B. die Baureihe 64 nach Falkenstein fahren. Den Hauptverkehr übernahmen dann jedoch die Schienenbusse und die modernen Diesellokomotiven.

### Stilllegung
Mit dem Wachsen des Individualverkehrs durch die Massenmotorisierung gingen die Fahrgastzahlen zurück. Die Bundesbahn förderte dies zudem durch den Einsatz von Buslinien parallel zur Strecke. Während 1967 noch sechs Zugpaare und ein Güterzugpaar fuhren, waren es 1975 für rd. 500 Fahrgäste täglich nur vier Zugpaare. 1983 verkehrten werktäglich nur noch zwei Zugpaare, die so genannten Konzessionszüge, zu ungünstigen Verkehrszeiten. An Wochenenden ruhte der Verkehr völlig.
Die Deutsche Bundesbahn stellte den Personenverkehr am 1. Juni 1984 auf der Gesamtstrecke ein. Nach diesem Termin wurden auf Privatinitiative noch drei Sonderfahrten mit ausverkauften Zügen durchgeführt. Nach dem 9. September 1984 fuhr kein Personenzug mehr auf dieser Strecke. Den Güterverkehr zwischen Wenzenbach und Falkenstein stellte die Bundesbahn am 2. Juni 1985 ein, zwischen Wenzenbach und Wutzlhofen am 28. September 1986. Diese Stilllegungen verliefen ohne die sonst an anderen Bahnstrecken gewohnten Protestveranstaltungen. Die betroffenen Gemeinden bauten nach dem Abbau der Gleise von 1987 bis 1992 die Trasse zu einem Wander- und Radweg um, der als Falkenstein-Radweg bekannt ist.

## Streckenverlauf
Die Strecke begann im Bahnhof Regensburg-Wutzlhofen im Nordosten der Stadt. Seit den zwanziger Jahren begannen die Züge im Regensburger Hauptbahnhof und benutzten die Gleise der Hauptstrecke Regensburg – Schwandorf bis Wutzlhofen. Von dort führte die eingleisige Trasse der Lokalbahn zunächst in nordöstlicher Richtung über Wenzenbach und Bernhardswald bis Lambertsneukirchen und wandte sich dann nach Osten. Über Rossbach-Wald und Gfäll, wobei eine Meereshöhe von mehr als 600 Metern überschritten wurde, erreichte sie den Endpunkt, den Markt Falkenstein im ehemaligen Bezirksamt Roding, der damals nur 650 Einwohner zählte.

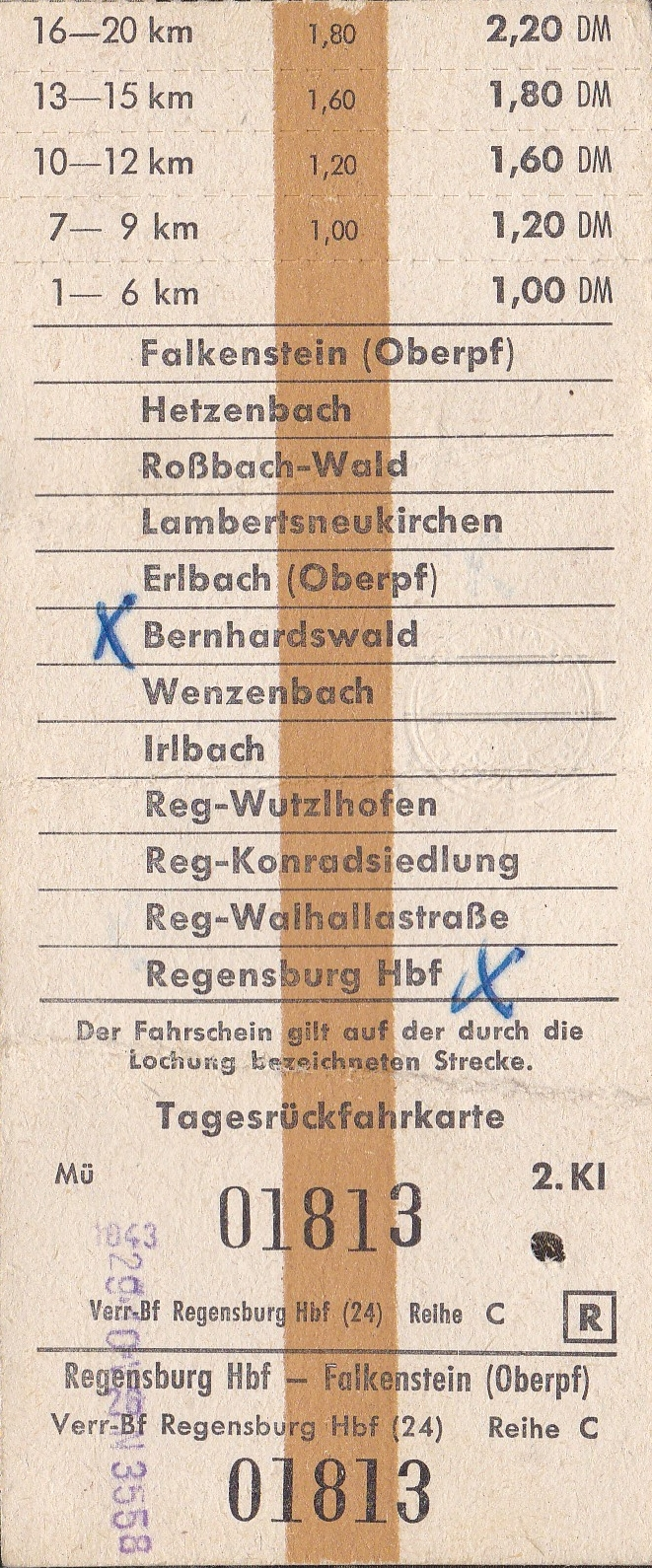
Fahrkarte mit handschriftlichen Markierungen

## Sonstiges
In Lambertsneukirchen befindet sich ein privates Freilichtmuseum mit zahlreichen Bahnartefakten. Unter anderem werden Signalmasten, Schienenteile von 1857, Karbidlampen, eine Steinlore des Falkensteiner Bockerls, renovierte Bahnhofsuhren sowie ein Stellwerkhäuschen gezeigt.

Freilichtmuseum mit zahlreichen Bahnartefakten in Lambertsneukirchen bei Kilometerstein 16,2
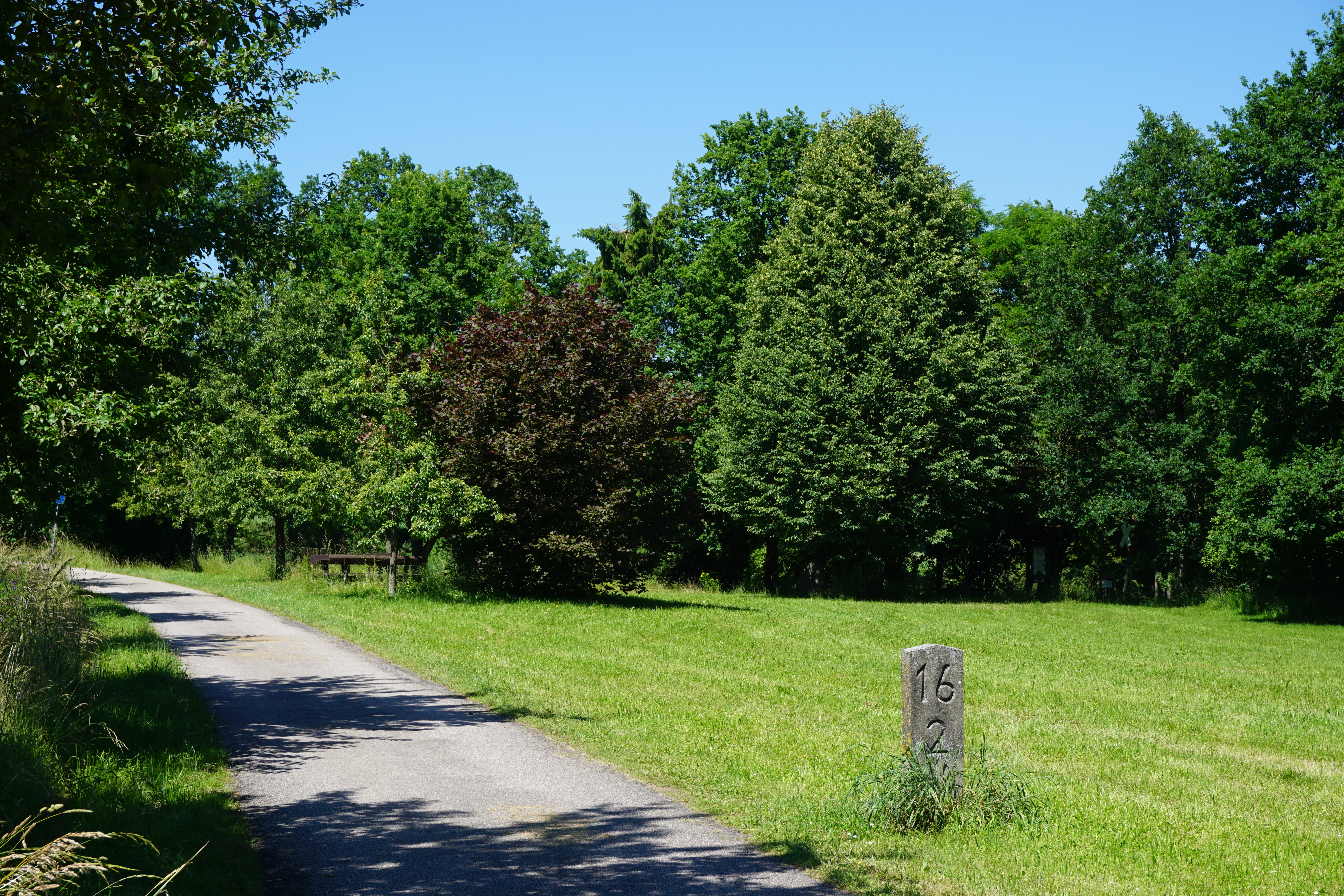
Blick auf das Freilichtmuseum
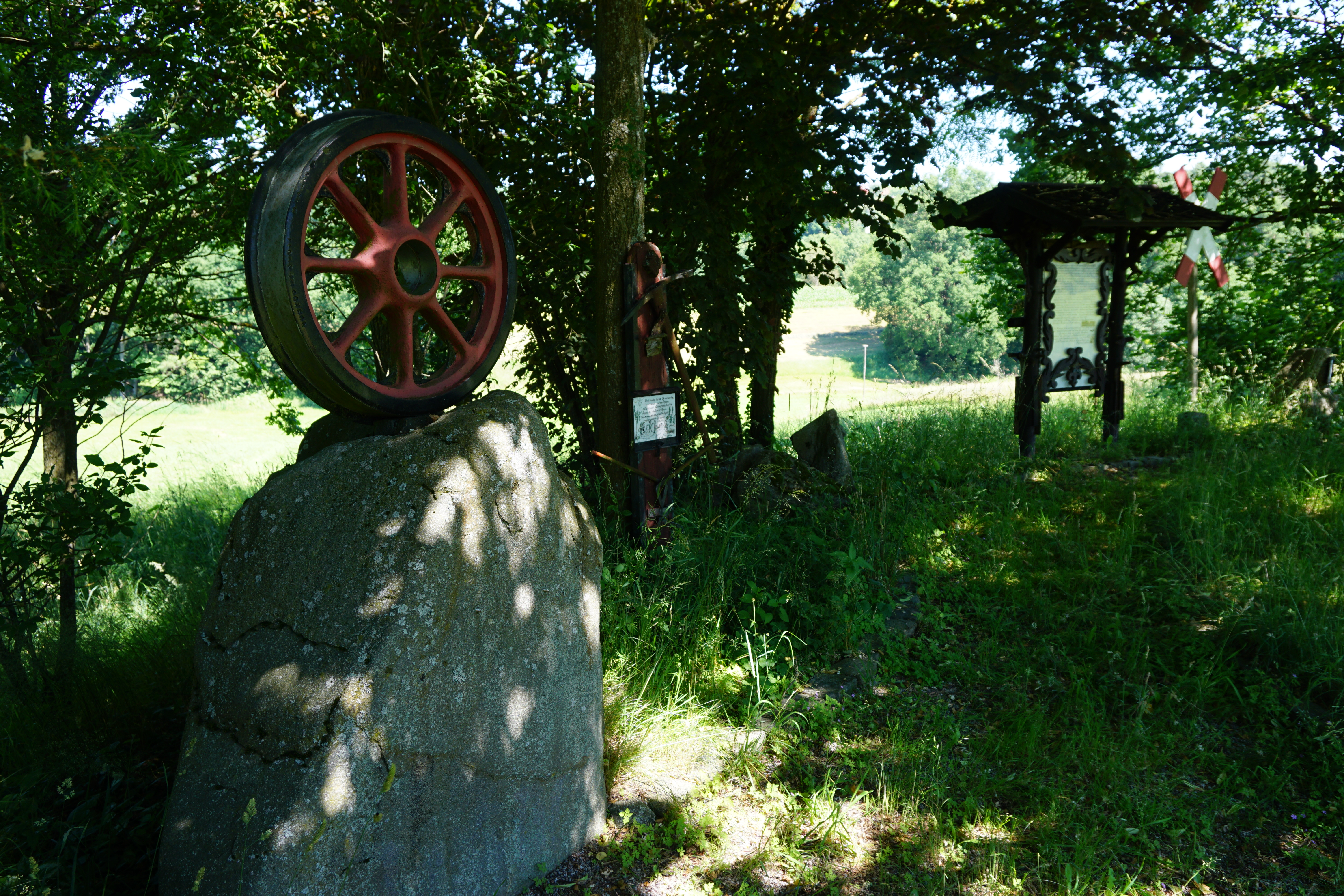
Freilichtmuseum
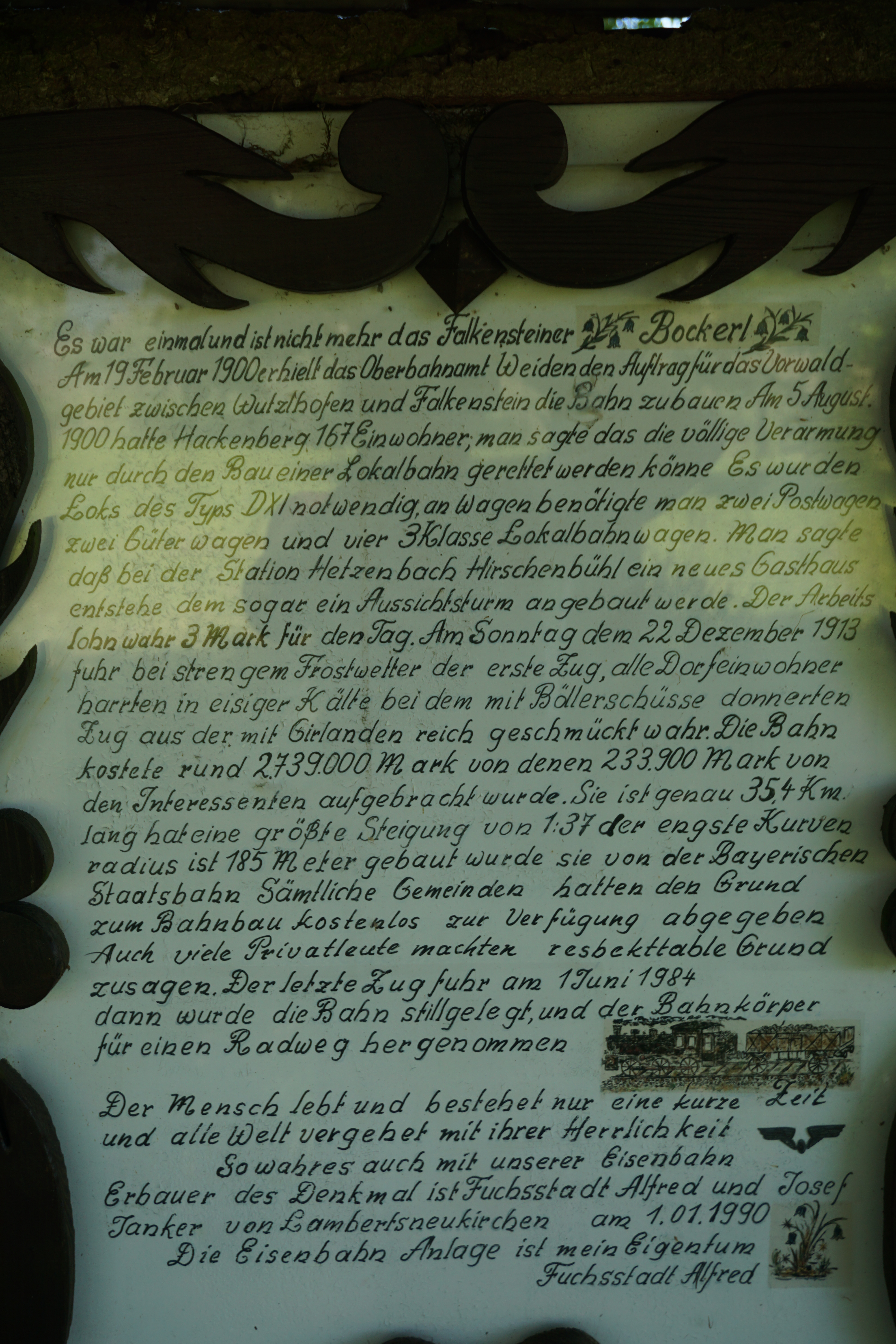
Geschichte
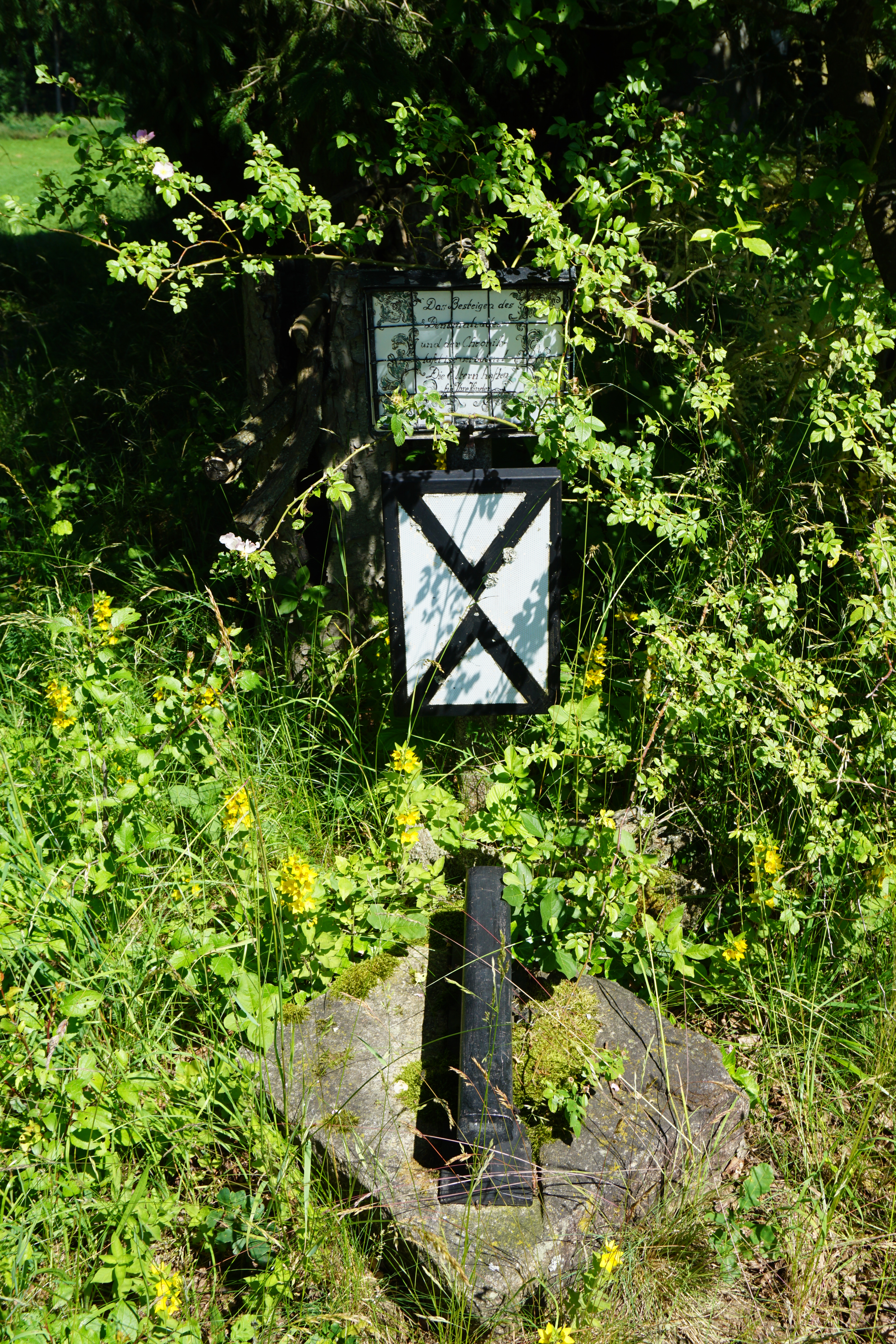
Bahnschiene
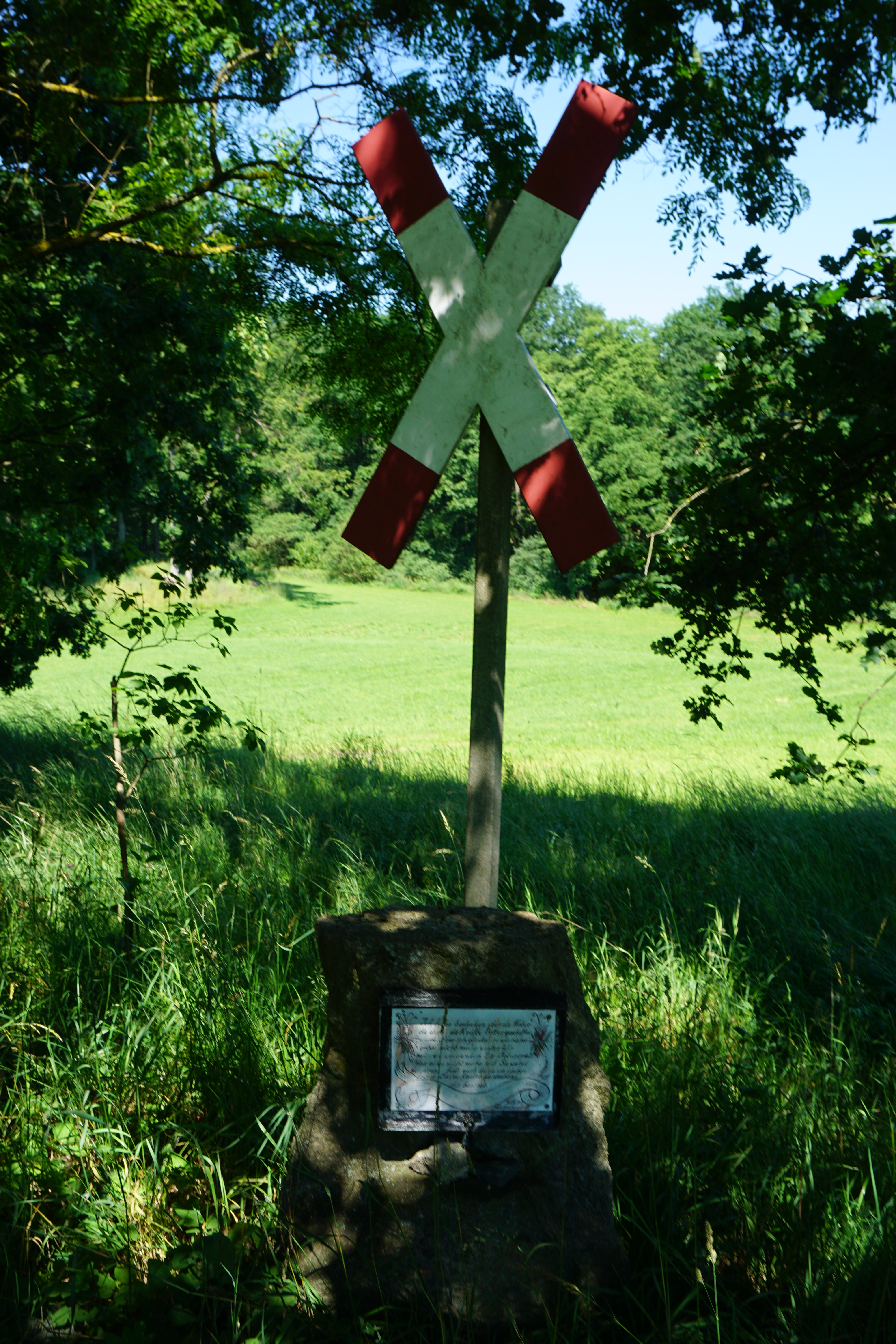
Andreaskreuz
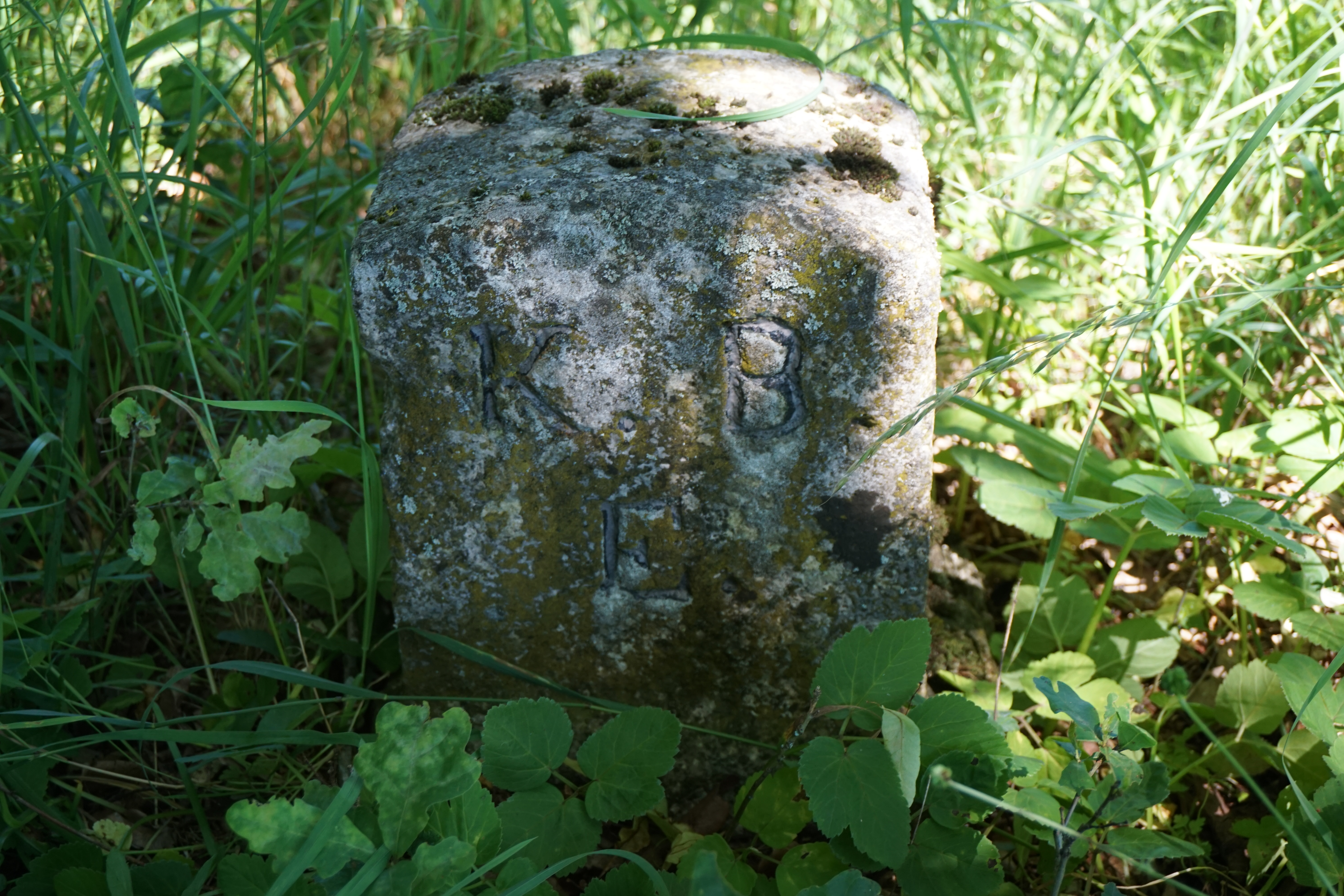
Kilometerstein der Königlich Bayerischen Eisenbahngesellschaft